# Agriculture vivrière
L'agriculture vivrière est une agriculture essentiellement tournée vers l'autoconsommation et l'économie de subsistance. La production, rarement excédentaire, n'est destinée ni à l'industrie agroalimentaire ni à l'exportation. Elle est en grande partie auto-consommée par les paysans et la population locale. Cette forme d'agriculture, courante dans les jardins du monde entier, demeure d'une importance capitale dans les pays les moins avancés où elle permet aux populations rurales, sans autre ressource, de se nourrir mais ne génère généralement pas de revenu important. Elle représente environ 20 % de la production alimentaire mondiale. Par l'importance qu'elle accorde aux semences paysannes — on estime à environ 1,4 milliard les agriculteurs utilisant des procédés traditionnels de sélection — elle favorise la diversité variétale et, par rapport aux monocultures intensives, la biodiversité.

## Agriculture vivrière, une activité encore importante au niveau mondial

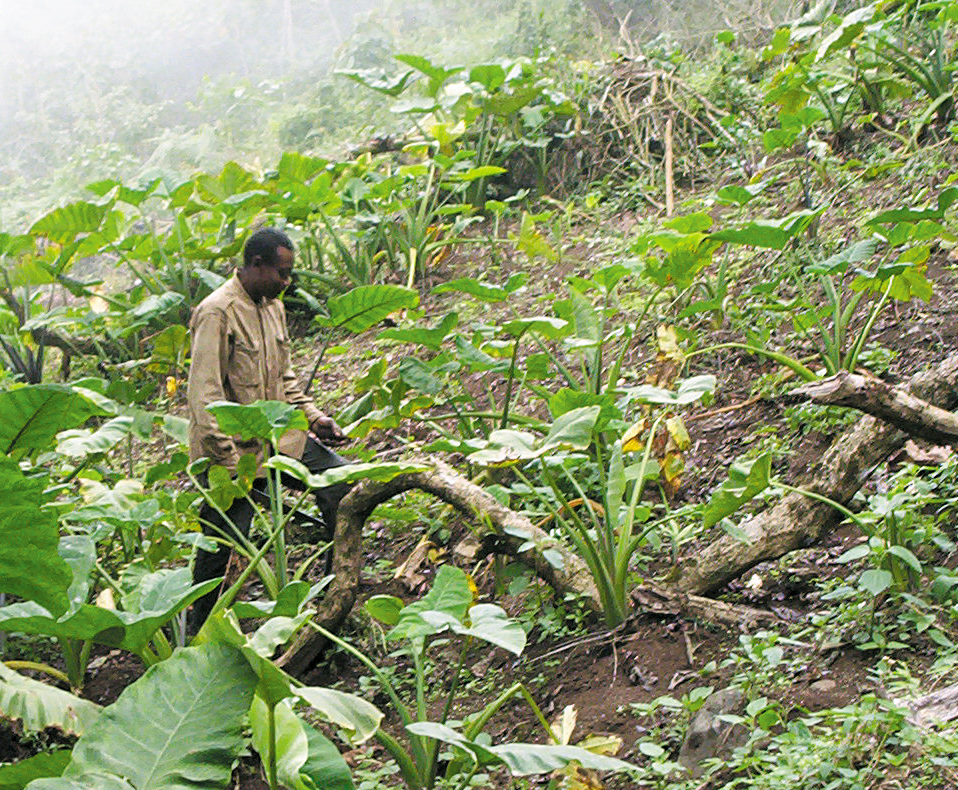
Un fermier Bakweri travaillant son champ de taro sur les pentes du mont Fako (région du Sud-Ouest du Cameroun).

L'agriculture vivrière se situe souvent dans des pays à forte densité de population active agricole (les paysans), par exemple sur le sous-continent indien, où elle fait cependant face à une agriculture plus moderne depuis la Révolution verte menée sous Indira Gandhi. Elle demeure la forme d'agriculture la plus répandue dans le monde, faisant appel aux connaissances traditionnelles locales. Ce mode d'agriculture représente environ 80 % de l'agriculture des pays en voie de développement (PVD). En Tanzanie, par exemple, pays en grande majorité rural, l'agriculture vivrière produit de 99 % du bétail, 85 % de la volaille et plus de 90 % des semences plantées. La FAO estime ainsi que sa disparition risquerait de faire disparaître 30 % de la biodiversité génétique animale.
La plupart des paysans sont des femmes, celles-ci produisant plus de la moitié de la production alimentaire mondiale, allant jusqu'à 75 % voire 80 % dans certaines régions du globe.

## Espèces cultivées
Visant à l'autosuffisance alimentaire des populations, c'est le plus souvent de l'agriculture dite polyculture-élevage. Les espèces les plus cultivées sont :
- Riz 25 %, maïs 20 %, blé 17 %, manioc 10 %, pomme de terre 7 %, patate douce 5 %, sorgho 4 %, légumineuses 3 %, bananes 3 %, autres 3 %[réf. nécessaire].

Voici le classement en pourcentage des aliments issus de l'agriculture vivrière.
- le blé, base alimentaire de 35 % de la population mondiale[1] ;
- le riz, cultivé et consommé à 90 % en Asie, mais étant aussi important en Amérique latine et dans les Caraïbes où un million d'agriculteurs dépendent de cette plante[1] ;
- et le maïs, la moitié étant produite en Asie — dans le sud de l'Asie, les trois quarts de la production sont destinées à l'alimentation humaine, le quart restant étant destiné à l'alimentation animale — le maïs représente aussi 40 % de la production céréalière, pratiquement exclusivement destinée à l'auto-consommation (85 % du maïs d'Afrique de l'Est et du Sud est destinée à l'alimentation humaine)[1].

D'autres espèces représentent aussi dans certaines régions un apport majeur de calories, notamment le manioc (Manihot esculenta), qui représente la moitié de l'apport végétal alimentaire en Afrique centrale. D'autres espèces, ne faisant guère l'objet de recherche agronomique, représentent un apport alimentaire important pour les populations les plus modestes, en particulier les cacahuètes (Arachis hypogaea), le pois bambara (Vigna subterranea), le pois d'Angole (Cajanus cajan), le niébé (Vigna unguiculata), les lentilles (Lens culinaris), l'igname (Dioscorea), la banane (Musa ssp.) et la banane plantain (Musa paradisiaca). Enfin, les plantes sauvages fournissent un apport important en vitamines et minéraux, et permettent aussi d'enrichir la biodiversité (des dizaines de variété ont été développées à partir du chou sauvage ou Brassica oleracea). La biodiversité n'est pas seulement l'effet d'une exploitation raisonnée mettant toutes ses chances de son côté, au cas où une espèce serait sévèrement affectée par le climat (sécheresse, etc.), mais est également intégrée dans les coutumes locales : par exemple, au Népal, on offre certaines variétés de riz tandis que d'autres sont utilisées en médecine traditionnelle.

## Agriculture vivrière et économie de subsistance
L'agriculture vivrière et extensive s'intègre largement dans le cadre d'une économie de subsistance, contrastant avec l'agriculture industrielle et intensive, qui livre sa production comme matière première à l'agro-industrie et à l'agro-alimentaire, et aussi à l'agriculture commerciale, qui est insérée dans un système de commercialisation à l'échelle nationale et internationale, et suppose une logistique adaptée (transport, silos de stockage…). Elle permet aux exploitants de survivre mais, en raison du faible rendement à l'hectare inhérent à ce modèle, elle ne peut pas générer de surplus suffisant pour leur permettre de sortir de la pauvreté.
On parle d'agriculture vivrière d'autoconsommation lorsque la production est principalement consommée par le paysan qui la met en œuvre et d'agriculture vivrière commerciale lorsque la production est principalement vendue sur les marchés locaux, mais il est toutefois difficile de définir telle ou telle pratique d'agriculture vivrière.

## Autosuffisance alimentaire et commerce mondial
L'agriculture vivrière est parfois prônée dans les pays les moins avancés et présentée comme garante de l'autosuffisance alimentaire des populations[réf. nécessaire]. Quand elle est commerciale, sa portée internationale est limitée pour plusieurs raisons : l'agriculture vivrière qui a un rendement à l'hectare faible n'est généralement pas compétitive face aux prix du marché, les pays qui la pratiquent peuvent être exposés à de forts aléas climatiques et aux variations de l'offre et de la demande qui conditionnent les prix sur les marchés de manière plus importante que les grandes puissances agricoles qui protègent leur agriculture par exemple en fixant des prix minimums.
L'agriculture vivrière des pays les moins avancés qui n'est pas tournée vers la rentabilité de l'exploitation agricole, ne permet généralement pas aux exploitants d'accéder aux financements bancaires ni de sortir de la pauvreté. Ils consomment presque l'intégralité de leur production et ne l'exportent pas ou très peu tout en important les produits alimentaires qui leur manquent ce qui rend leur balance commerciale déficitaire[réf. nécessaire].
Tout en restant attentif à la dégradation des termes de l'échange et à l'alimentation de leurs populations, ces pays cherchent à trouver la solution la plus adéquate : seuls des capitaux en devises telles le dollar leur permettent d'importer les marchandises [réf. nécessaire] qu'ils sont, pour l'instant, incapables de produire eux-mêmes (cf. machines-outils, biens transformés, technologie de pointe et transfert de technologie, etc.).

## Quelques formes intensives d'agriculture vivrière
Sur des surfaces limitées, les cultures vivrières peuvent être améliorées par la qualité et l'intensité des soins qui leur sont procurées. De nombreuses techniques manuelles (irrigation, binage, repiquage…) peuvent leur être appliquées de même que des apports importants de fumier ou d'autres engrais organiques lorsque c'est possible.

### Microrizières

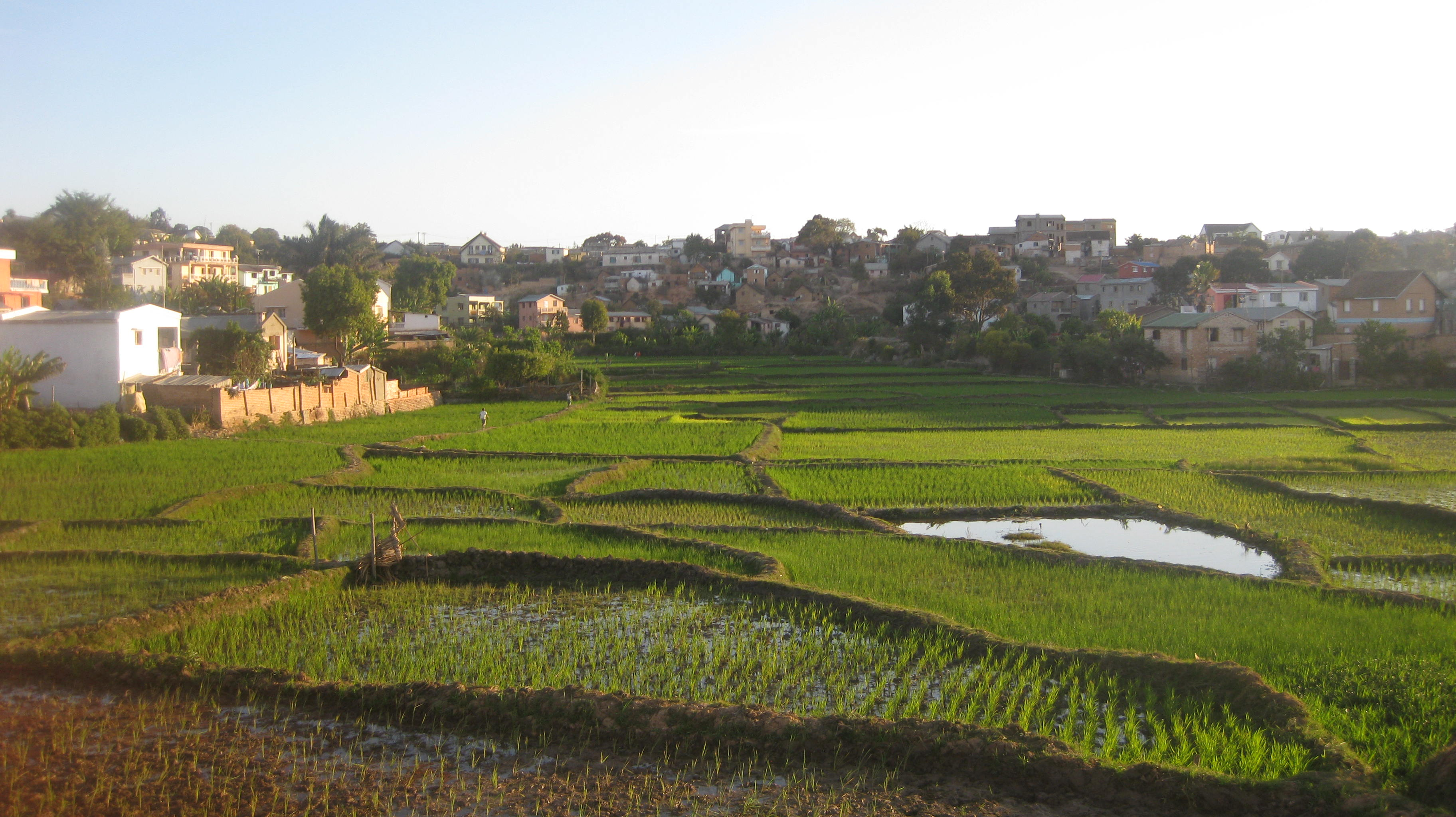
Petites rizières en milieu urbain (Tananarive) à Madagascar.

Les rizières dont la surface est juste suffisante pour faire vivre une famille sont fréquentes en Asie du Sud-Est et à Madagascar.

### Association agriculture-élevage
Dans de nombreux pays un élevage peut être commencé avec la seule possession des animaux (pâturage de zones délaissées). En Occident médiéval et d'Ancien Régime, cela était permis par la vaine pâture. Jusque vers 1950, le cochon n'était souvent nourri que des déchets de culture et de cuisine avec du son. Le fumier est ensuite en partie récupéré. Certaines rizières ont ainsi été empoissonnées et désherbées par des canards.

### Suffixe -culture
- Le suffixe « -culture » sur Wiktionnaire